# Project Spark
Project Spark is een computerspel ontwikkeld door Team Dakota en uitgegeven in op 7 oktober 2014 door Microsoft Studios voor Xbox One en Microsoft Windows.

## Gameplay
Project Spark is een computerspel waarmee de speler zelf spellen kan maken. Hierbij kunnen spelers vele keuzes maken, van het plaatsen van een NPC tot de beslissingen over hoe de wereld eruit komt te zien. Om het gebied in te kunnen delen, kan gekozen worden uit een rivierengebied, bos, sneeuwgebied of een maanlandschap. Spelers kunnen bomen, vijanden, dieren, bergen, wateren, dorpen, enz. plaatsen.
Van alle geplaatste objecten kunnen de eigenschappen aangepast worden. Zo kan er bijvoorbeeld een rots gemaakt worden die op en neer springt wanneer de speler dichtbij is, of een huis dat met elke minuut een stukje groter wordt. Spelers kunnen kiezen om een volledig nieuwe wereld te maken, of om een vooraf ingesteld level aan te passen.
Alle gecreëerde werelden kunnen gedeeld worden met de gemeenschap. Andere spelers kunnen deze werelden downloaden, spelen, aanpassen en beoordelen.